# Verzorgingsplaats Vale Waard
Verzorgingsplaats Vale Waard is een verzorgingsplaats, gelegen aan de Nederlandse autosnelweg A348 Ommen-Arnhem bij Rheden. Het is de enige verzorgingsplaats aan de A348.
De verzorgingsplaats ligt aan een zijarm van de rivier de IJssel. Op de verzorgingsplaats zijn, behalve (picknick)bankjes en prullenbakken, verder geen voorzieningen.